# Plexus vasculaire
Un plexus vasculaire est un système de vaisseaux formant de nombreuses anastomoses entre eux.
Ils sont nommés en fonction de leur composante :
- les plexus veineux constitués de veines,
- les plexus artériels constitués d'artères,
- les plexus lymphatiques constitués de vaisseaux lymphatiques,

Ayant une structure comparable au plexus, on trouve aussi :
- le réseau capillaire lymphatique constitué de l'ensemble des capillaires lymphatiques,
- les réseaux admirables constitués de nombreuses divisions artérielles ou veineuses,
- les réseaux vasculaires articulaires composés d'artères anastomosées comme le réseau périarticulaire du genou.